# Mary Schapiro
Mary Lovelace Schapiro (New York, 19 giugno 1955) è una politica e avvocato statunitense, presidente della Securities and Exchange Commission dal 2009 al 2012.

## Biografia
Laureata in legge alla George Washington University, nel 1988 la Schapiro fu scelta dal Presidente Reagan per occupare uno dei due seggi della SEC destinati al Partito Democratico e l'anno seguente fu riconfermata dal Presidente Bush.
Nel 1993 il Presidente Clinton la nominò presidente ad interim della commissione e l'anno dopo le affidò l'incarico di presidente della Commodity Futures Trading Commission. Nel 1996 la Schapiro entrò nella National Association of Securities Dealers (odierna Financial Industry Regulatory Authority): ne divenne vicepresidente nel 2002 e in seguito ne fu presidente e amministratore delegato dal 2006 al 2008.
Nel dicembre 2008 il Presidente Obama la nominò presidente della SEC. La Schapiro, occupandosi del caso Madoff è stata coinvolta in numerose polemiche: infatti è emerso che alcuni anni prima la donna nominò Mark Madoff, il figlio di Bernard, come membro del National Adjudicators Council, l'organo di regolamentazione che sovrintende le decisioni del FINRA. Successivamente la Schapiro si trovò di nuovo nel mirino delle critiche, in quanto si scoprì che aveva messo a capo dell'ufficio legale un tale David Becker, che aveva interessi personali nel caso Madoff.
Mary Schapiro è stata inclusa quattro volte nella lista delle 100 donne più potenti del mondo secondo Forbes: nel 2009 al cinquantaseiesimo posto, nel 2010 al diciassettesimo, nel 2011 al ventiquattresimo e nel 2012 al sessantacinquesimo.